# 1950 Wempe
1950 Wempe è un asteroide della fascia principale. Scoperto nel 1942, presenta un'orbita caratterizzata da un semiasse maggiore pari a 2,1785695 UA e da un'eccentricità di 0,0842570, inclinata di 4,22270° rispetto all'eclittica.
L'asteroide è dedicato all'astronomo tedesco Johann Wempe.